# Lenvik
Lenvik là một đô thị ở hạt Troms, Na Uy. Đô thị này là một phần nằm trên đất liền, một phần trên đảo Senja. Trung tâm hành chính là thành phố của Finnsnes, nơi mà các cầu Gisund Senja kết nối với đất liền bằng đường bộ. khu định cư khác bao gồm Aglapsvik, Gibostad, Botnhamn, Fjordgård, Finnfjordbotn, Husøy, Langnes, Laukhella, Silsand, và Rossfjordstraumen. Các Lysvatnet hồ nằm ở phía tây đảo Senja của Gibostad.
Đô thị này được thành lập vào ngày 1 tháng 1 năm 1838 (xem formannskapsdistrikt). Năm 1848, hầu hết các phần đất liền của Lenvik (dân số: 2616 người) đã được tách ra để hình thành khu đô thị mới của Målselv, để lại Lenvik với 3.029 cư dân. Sau đó, năm 1855, phần phía bắc của Lenvik (dân số: 811 người) đã được tách ra để hình thành khu đô thị mới của Hillesøy.